# Brett Dailey
Brett Adrian Dailey (Toronto, 11 novembre 1983) è un pallavolista canadese.
Gioca nel ruolo di centrale nel Gazélec Football Club Ajaccio Volley-Ball.

## Carriera
La carriera di Brett Dailey inizia nel campionato universitario canadese, nei college di Seneca e Algonquin.
Nel 2007 arriva in Europa, dove disputa tre campionati svizzeri. Dopo una stagione al Volleyballclub Sursee, passa al Volley Amriswil, con cui vince due scudetti e una coppa nazionale.
Nella stagione 2010-11 si trasferisce nel campionato finlandese, dove, con la maglia del Perungan Pojat, vince uno scudetto e la Coppa di Lega 2010, esordendo anche in Champions League.
Dalla stagione 2012-13 è tesserato per la squadra corsa del Gazélec Football Club Ajaccio Volley-Ball, con cui si aggiudica due Coppe di Francia e la Supercoppa francese 2016.

## Palmarès

### Club
- Campionato svizzero: 2

2008-09, 2009-10
- Campionato finlandese: 1

2010-11
- Coppa di Svizzera: 1

2008-09
- Coppa di Lega: 1

2010
- Coppa di Francia: 2

2015-16, 2016-17
- Supercoppa francese: 1

2016

### Premi individuali
- 2014 - Ligue A: Miglior centrale